# Luiz Adauto
Luiz Adauto da Justa Medeiros (Fortaleza, 24 de fevereiro de 1926 – Rio de Janeiro, 4 de junho de 2022) foi um matemático, pesquisador e professor universitário brasileiro.
Membro associado da Academia Brasileira de Ciências e professor emérito do Instituto de Matemática da Universidade Federal do Rio de Janeiro, foi o grande formador dos matemáticos brasileiros e autor do Teorema da Unicidade de Medeiros.

## Biografia
Medeiros nasceu na capital cearense em 1926. Começou a ler e a escrever por meio de suas tias e cursou todo o ensino básico em Fortaleza. Mudou-se para o Rio de Janeiro para cursar o ensino superior em 1944, onde cursou o científico. Contrariando a família, que queria que ele ingressasse no curso de medicina, Medeiros ingressou, em 1948, no curso de licenciatura em matemática na Universidade do Brasil, atual Universidade Federal do Rio de Janeiro (UFRJ). Como sua família suspendeu a mesada que o sustentaria no Rio, Medeiros começou a trabalhar dando aulas para poder se formar, o que aconteceu em 1951.

## Carreira
Logo após se formar, Medeiros foi convidado para ser assistente da cátedra de Análise Matemática e Superior, dirigida pelo professor José Abdelhay, na mesma universidade. Em 1956, terminou o bacharelado em matemática. Em 1962 começou o doutorado sanduíche pelo Instituto de Matemática da UFRJ, sob orientação de Leopoldo Nachbin, e a Universidade Yale com bolsa do CNPq, sob do matemático norte-americano Felix Browder (1927-2016). Medeiros faria então contribuições importantes para o estudo das Equações Diferenciais Parciais (EDP).
Em seu retorno ao Brasil, Medeiros ajudou a estruturar o programa de pós-graduação do Instituto de Matemática (IM) da UFRJ, iniciado em 1968, sendo seu primeiro diretor. Medeiros participou também da formação da comunidade matemática no Peru. Com financiamento da Fundação Ford, Medeiros lecionou por três meses em 1967 na Universidade Nacional Maior de São Marcos, em Lima, onde ajudou a formar pesquisadores. Por seu trabalho, a universidade lhe concedeu o título de "doutor honoris causa.
Por intermédio de Browder, Medeiros iniciou um trabalho sobre equações hiperbólicas não-lineares onde teve a oportunidade de conhecer o professor Jacques-Louis Lions, da Universidade de Paris, onde fez seu pós-doutorado sobre equações hiperbólicas não-lineares. Essa colaboração com Lions levou à criação de um grupo de pesquisa em Equações Diferenciais Parciais e Controle Ótimo no Instituto de Matemática da UFRJ.
Medeiros foi Professor Titular da UFRJ entre 1978 e 1996. Com mais de cem artigos científicos e 17 livros publicados, Medeiros foi um dos matemáticos brasileiros mais produtivos, além de ter formado gerações de matemáticos brasileiros que criaram seus próprios grupos de pesquisa em outras universidades. Professor tanto da graduação quanto da pós, Medeiros foi homenageado em 1993 com um teorema matemático que leva seu nome, o Teorema da Unicidade de Medeiros.

## Morte
Medeiros morreu dormindo, de causas naturais, em 4 de junho de 2022, na cidade do Rio de Janeiro, aos 96 anos. Ele foi velado e sepultado no Memorial do Carmo, no bairro do Caju, na capital fluminense. Deixou quatro filhos, oito netos, um bisneto e sua esposa, a física Lourdes Maria Palma Medeiros.